# Polisorbato 65
El polisorbato 65 o triestearato de polioxietilen(20)sorbitano, conocido comercialmente como Tween 65, es un tensoactivo tipo polisorbato cuya estabilidad y relativa ausencia de toxicidad permiten que sea usado como detergente y emulsionante en numerosas aplicaciones domésticas, científicas, alimentarias, industriales, cosméticas y farmacológicas. Es un aditivo alimentario aprobado por la Unión Europea, para uso en Alimentos e identificada como E 436. 

## Propiedades químicas
El polisorbato-65 es un tensioactivo no iónico que tiene un valor HLB de 10,5, por lo que es adecuado para la producción de emulsiones de aceite-en-agua y como humectante. Además es estable en disoluciones de electrolitos, así como ácidos y bases débiles. Los efectos de algunos antibióticos y conservantes pueden ser inhibidos por este aditivo.

## Otras sustancias relacionadas
- Polisorbato 20
- Polisorbato 40
- Polisorbato 60
- Polisorbato 80